# Сейго Накано
Сейго Накано (с канджи: 中野 正剛; с хирагана: なかの せいごう) е журналист от епохата Шова, президент на радикалната партия Тохокай (東方会) и депутат.

## Биография

### Детство и учение
Той е най-голям син в семейство от бившия окръг Фукуока, днес в префектура Фукуока, но в действителност се ражда в дома на чичото в Чуоку, пристанищен квартал на Фукуока. Неговото име в детството е Итаку Таро. Родителите му са рибари и бащата основава разклонение на семейството в Чуоку, където наема дом, за да упражнява занаята си. Майката от Мотокамура, област Итошима, префектура Фукуока е била заета в соевата индустрия. Приет е в гимназията Шуюкан във Фукуока. По време на ученето си там през 1903 г. приема решението да се прекръсти. През 1905 г., след завършване на училището, записва политология и стопанско учение в университета Васеда, за което, след съгласие в семейството, отпътува за Токио.
С Такетора Огата, с когото се среща, докато е ученик в средното училище, е заедно и в университета Васеда, и в издателството Асахи Шинбунша. По време на следването квартирата им също е обща. За да осигурява студентските такси и продоволствието си, работи в списанието „Нихон ойоби Ниппонджин“ (Япония и японци, на японски: 日本及日本人) на философа Мияке Сецуреи. По това време се запознава и с Тояма Мицуру, който е на ръководна длъжност в Генйоша (玄洋社, „Сдружение на черния океан“). Смята се, че десните (右翼的, уйокутеки) убеждения в късните години на Накано са оформени под силното въздействие на Тояма.

### Дейност като журналист
След дипломирането си през 1909 г. в университета Васеда, заедно със състудента си Акира Казами постъпва в компанията, където са издавали ежедневника „Майничи Шинбун“ (毎日新聞), но след това преминава към списанието „Асахи Шинбун“ (朝日新聞). В Асахи Шинбун под псевдонима 戎蛮馬 продължава в последователни броеве политическите критики като журналист по въпросите на управлението, най-вече в статиите „Правителствени стратези“, „Теория на гражданските права в епохата Мейджи“ и си спечелва известност.
Скоро след това, през 1913 г. (втората година от ерата Тайшо) се оженва за Тамико, дъщерята на Мияке Сецуреи. Сватове на неговата сватба са Тояма Мицуру и Казуо Коджима.
През 1916 г. (петата година от ерата Тайшо) напуска Асахи Шинбун и се премества в Тоходжиронша (東方時論社, „Източни коментари“), където заема едновременно две длъжности – на директор и главен редактор.

### Издигане в политическите кръгове
На следващата година, след като се премества в Тоходжиронша, през 1917 г. при изборите за членове на долната камара на парламента се кандидатира, но претърпява поражение.
Обаче издава критично произведение на японската външна политика – „Аз бях очевидец на мирната конференция“, което се превръща почти в бестселър, дори дотолкова, че на изборите през 1920 г. е избран, а след това още 8 последователни пъти. В началото той основава „Група за независимост“ (無所属倶楽部, мушозокукурабу), но през 1922 г. се премества в „Група за реформи“ (Какушинкурабу 革新倶楽部). След това обаче преминава през партиите Кенсейкай (憲政会, Конституционната партия) и Риккенминсейто (立憲民政党, Партия за конституционно управление).
Докато е в Минсейто, като ръководител на партийния агитационен отдел, той, заедно с Рютаро Нагай, призовава за допълнителен военен бюджет и за убийството на китайския вожд Чжан Цзолин срещу кабинета на Гичи Танака и си спечелва славата на антимилитарист.
Докато Минсейто е на власт, по препоръка на бъдещия министър-председател Осачи Хамагучи, тогава вътрешен министър, наследява Букичи Мики като министър на финансите, бил е също и министър на съобщенията.

## Фашистки уклон
Накано преживява коренен обрат през шестата година от ерата Шова след Манчжурския инцидент (или още наричан: Мукденският инцидент, инцидентът от 18 септември). Адачи Кензо напуска своята партия, която предлагала правителство на националното единство и образува заедно с Накано фашистката Кокуминдомей (国民同盟, „Народен съюз“).
По-нататък през 1936, 11-ата година от ерата Шова, основава партията Тохокай и сам ѝ става президент.
През 1937 и 1938 посещава Италия и Германия, разговаря с Бенито Мусолини и Адолф Хитлер и става видно, че все повече Накано бива привлечен от фашизма. През 1939 отрича парламента, застъпва се за премахване на партиите и подава оставка като депутат. Накано подкрепя доктрината „Наншинрон“ (според която Югоизточна Азия и Тихоокеанските острови са сфера на влияние на Японската Империя) и оста Рим-Берлин-Токио и ръководи „Конгрес за присъединяване на народите от Източна Азия“. Поема поста на организационен отговорник на Тайсей Йокусанкай (Общество в подкрепа на Имперската власт, 大政翼賛会).

## Противопоставяне на Хидеки Тоджо
По-нататък той става противник на диктатурата на Хидеки Тоджо. През 1942 г., тъй като той се противопоставя на засилването на властта на единствената вече партия Тайсей Йокусанкай, я напуска. При общите избори същата година той самият избира кандидатите, които не са предпочитани (от правителството), чрез което не се подчинява на премиер-министъра Тоджо. В листата на Тохокай има 46 кандидати освен Накано, сред които и професор(и) в университета Васеда, но от всичките биват избрани единствено 7. Въпреки това в своето упорство той отказва да подкрепи парламента и накрая с помощта на убеждаване от страна на Наоки Хошино, високопоставен манчжурски служител, приема да отиде на заседанието на парламента, чрез което го признава.
На 10 ноември същата година в аулата Окома на университета Васеда по време на лекция на тема: „да преуспеем с най-способните хора под небесата“. В отговор на словото му студентите се изправят и запяват в хор химна на ВУЗ-а „Токийският Северозапад“. По това време в този ВУЗ студент е бъдещият премиер-министър на Империята Нобору Такешита, който е бил трогнат от речта и повлиян в своята бъдеща политика.
За 1943 г. в новогодишната статия във вестника Асахи Шинбун „По въпроса за министър-председателя по време на войната“, която публикува, излага своята анти-Тоджо позиция и силно разкритикува кабинета Тоджо „известен министър-председател, който е поставен в трудно положение, трябва да е абсолютно непреклонен“. От съдържанието на тази статия Хидеки Тоджо побеснява и нарежда да се забрани Асехи Шинбун. През март същата година 81-вото заседание на Имперския парламент одобрява приемането на извънредно положение.
След това събитие Фумимаро Коное и принц Хигашикуни Нарухико започват да играят основна роля в управлението.

## Залавяне и самоубийство
На 6 септември 1943 г. е арестуван и отведен в полицейско управление. На 26 октомври е освободен временно за 25 дни от затвора, но още на 27 октомври в първия етаж на частен дом се самоубива чрез сепуку. Причината за самоубийството е в бъдещи разпити да не бъде предизвикан отрицателен ефект върху анти-Тоджо настроените членове на императорското семейство. Известно е, че преди да се прореже под масата, върху която е статуетка на народния герой Кусуноки Масашиге, Накано излага на показ снимки от някогашните си срещи с Хитлер и Мусолини, на които е заснет редом с всеки от тях.

## Интересно за Накано
- По-малкият му брат е поет и критик.
- Днес издигнатата някога бронзова статуя на Накано е в Чуока, Фукуока, район Имагава.